# Гунзынов, Галан Дамбиевич
Гала́н Дамби́евич Гунзы́нов (9 мая 1957 ― 27 ноября 2021) ― российский и бурятский врач, хирург, доктор медицинских наук, Народный врач Республики Бурятии (1998), Заслуженный врач Российской Федерации (2008), депутат Народного хурала Республики Бурятия. Известен своими работами по внедрению новых методов хирургических операций в Бурятии.

## Биография
Родился 9 мая 1957 года в селе Куорка Кижингинского района Бурятской АССР в многодетной семье колхозников.
С 1963 по 1967 годы учился в Куоркинской начальной школе, с 1967 по 1973 годы продолжил учёбу в Верхне-Кижингинской средней школе. 
В 1979 году окончил  лечебный факультет Читинского государственного медицинского института, в студенческие годы занимался спортом, стал кандидатом в мастера спорта по боксу.
После института учился в интернатуре по хирургии в Республиканской больницы имени Н.А. Семашко в Улан-Удэ. После этого начал работать хирургом и эндоскопистом больницы № 3. По совместительству был хирургом в хирургическом отделении Республиканской клинической больнице, где продолжал работать в течение тридцати восьми лет, до дня своей кончины. 
В 1989 поступил в очную аспирантуру при Всесоюзном научном центре хирургии АМН СССР, которое окончил в 1992 году. Успешно защитил кандидатскую диссертацию по теме «Оценка возможностей прогноза и профилактики послеоперационных осложнений у больных циррозом печени, портальной гипертензией». Во время учебы в аспирантуре принял участие во внедрении трансплантации (пересадки) печени, впервые осуществленном в Советском Союзе.
Кроме работы хирургом в стационаре трудился также борт-хирургом санитарной авиации. В 1995 году получил звание хирурга высшей категории. 
Учился в докторантуре при Российском научном центре хирургии, после этого, в 2004 году защитил докторскую диссертацию по теме «Портокавальное шунтирование у больных с внепеченочной портальной гипертензией» на соискание учёной степени доктора медицинских наук. В том же году назначен заведующим хирургическим отделением Республиканской больницы имени Семашко, а также был удостоен научного звания профессора. 
Преподавал на кафедре госпитальной хирургии медицинского института Бурятского государственного университета, с 2017 года преподавал на кафедре последипломного обучения. Был также ведущим научным сотрудником Бурятского филиала НЦ РВХ СО РАМН. Член общества хирургов РБ, Российского общества хирургов, Международной ассоциации хирургов-гепатологов.
В 1998 году ему было присвоено почётное звание «Народный врач Республики Бурятии», а 2008 году удостоен звания «Заслуженный врач Российской Федерации». 
Лауреат конкурса «Лучший человек года» 2004 года в номинации «Баатар Мэргэн» по версии газеты «Буряад унэн». В 2017 году награждён медалью ордена «Трудовая доблесть».
В сентябре 2013 года Галан Гунзынов был избран депутатом Народного Хурала Бурятии пятого созыва, где был членом Комитета по социальной политике. На выборах в Народный Хурал в 2018 году переизбран депутатом шестого созыва, где трудился на должности заместителя председателя комитета Хурала по бюджету, налогам и финансам.
Скоропостижно скончался 27 ноября 2021 года в Улан-Удэ.

## Научно-практическая деятельность
Внедрил в практику здравоохранения Бурятии эндоскопическую ретроградную панкреатохолангиографию (ЭРХПГ) (1988), панкреатодуоденальную резекцию (ПДР) при раке поджелудочной железы и хроническом псевдотуморозном панкреатите (1993).
Также внедрил методы левосторонней и правосторонней гемигепатэктомии или удаление половины печени по поводу различных заболеваний, в том числе рака (1995). Проводил реконструктивные операции при высоких стриктурах гепатикохоледоха ― гепатикоеюностомия (1994), гастрэктомия с расширенной лимфодиссекцией при раке желудка (1995 -1996), портокавальное шунтирование при различных формах портальной гипертензии (1995), лапароскопическая фундопликация по Ниссену при грыже пищеводного отверстия диафрагмы (2015).
Также выполнял лапароскопические холецистэктомии, удаления гемангиом и кист печени. Трудился над внедрением новых миниинвазивных эндоскопических операций на органах брюшной полости, а также трансплантаций (пересадок) внутренних органов в Бурятии.  Автор более сотни научных работ.

## Награды и звания
- Заслуженный врач Российской Федерации (2008)
- Народный врач Республики Бурятии (1998)
- Хирург высшей категории (1995)
- Лауреат конкурса «Лучший человек года» (2004)
- Медаль ордена «Трудовая доблесть»
- Доктор медицинских наук (2004)
- Профессор (2004)